# Hauptstrasse 414
Die Hauptstrasse 414 ist eine Schweizer Hauptstrasse im Kanton Graubünden. Sie führt aus dem Bündner  Rheintal über den Pass von St. Luzisteig an die Landesgrenze zum Fürstentum Liechtenstein, wo sie bis nach Balzers ebenfalls mit der Strassennummer 414 fortgesetzt wird.  Sie entspricht teilweise einem Abschnitt der historischen, seit der Antike benützten Landstrasse, die, von Chur kommend, durch das Rheintal in das Bodenseegebiet führt.
Im Strassennetz des Kantons Graubünden ist die Route als «Verbindungsstrasse» klassiert. 

## Verlauf
Die Hauptstrasse 414 beginnt nördlich von Landquart auf der Höhe von 525 m ü. M. beim Verkehrsknoten mit den Hauptstrassen 3, 13 und 28 im Gebiet Karlihof mit dem ehemaligen kantonalen Zeughaus. Bei der Kreuzung liegt die Grenze zwischen den Gemeindegebieten von Malans und Maienfeld an der Hauptstrasse.
Im Gebiet von Malans unterquert die Hauptstrasse die Bahnstrecke Landquart–Davos Platz und passiert danach die Überreste der Festung Rohanschanze aus dem 17. Jahrhundert. Neben der Strasse steht ein Gedenkstein zur Erinnerung an die Geschichte des Bauwerks. Östlich der Strasse erstreckt sich zwischen den Festungswällen und der Bahnlinie das Naturschutzgebiet Rohan-Schanze, das zu den Trockenwiesen und -weiden von nationaler Bedeutung zählt, über eine Fläche von fast drei Hektaren. Auf dem Gebiet von Maienfeld führt die Hauptstrasse weiter in nordwestlicher Richtung über die Ebene der Bündner Herrschaft auf der rechten Seite des Rheins. Sie liegt ein Stück weit direkt neben dem Trasse der Bahnstrecke Chur–Rorschach und neben dem Mülbachkanal sowie nahe an der Pferderennbahn Maienfeld. In Maienfeld zweigt die Bad Ragazerstrasse als Zufahrtstrecke zur Autobahn A13 ab (Kantonsstrasse 449).
In der Ortschaft Maienfeld überquert die Hauptstrasse 414 den Mülbach, passiert das Schloss Maienfeld und danach das Ortszentrum als schmale Durchfahrt mit dem Strassennamen Städtli und etwas ausserhalb des Dorfes auch Schloss Salenegg. Dann steigt sie in nördlicher Richtung durch das grosse Rebbaugebiet von Maienfeld. Sie trägt im weiteren Verlauf den Namen Steigstrasse, weil sie zum Übergang St. Luzisteig führt. Oberhalb von Maienfeld kommt sie an der Örtlichkeit Heidibrunnen vorbei, die mit einer Skulptur an eine Szene aus dem berühmten Jugendroman «Heidi» erinnert. Daneben liegt beidseits der Hauptstrasse die Bergweide Fuchsenwinkel, die ebenfalls eine geschützte Trockenwiese von nationaler Bedeutung ist.
Die Hauptstrasse durchquert den Steigwald, wo sie den Bachgraben der Feldrüfi überquert, und erreicht die Passhöhe von St. Luzisteig auf 716 m ü. M. Nach der Ortschaft St. Luzisteig mit der seit dem Frühmittelalter bekannten Steigkirche liegt die Strasse einen Kilometer weit auf der Hochebene zwischen dem Fläscher Berg im Westen und dem Abhang des Falknis im Osten. Dann durchquert sie die gut erhaltene Festung St. Luzisteig, ein militärhistorisches Denkmal von nationaler Bedeutung. Die Sperranlagen an der Passstrasse wurden vom 17. bis zum 20. Jahrhundert immer weiter ausgebaut. Noch heute benützt die Hauptstrasse die schmalen Durchfahrten der barocken Festungstore.

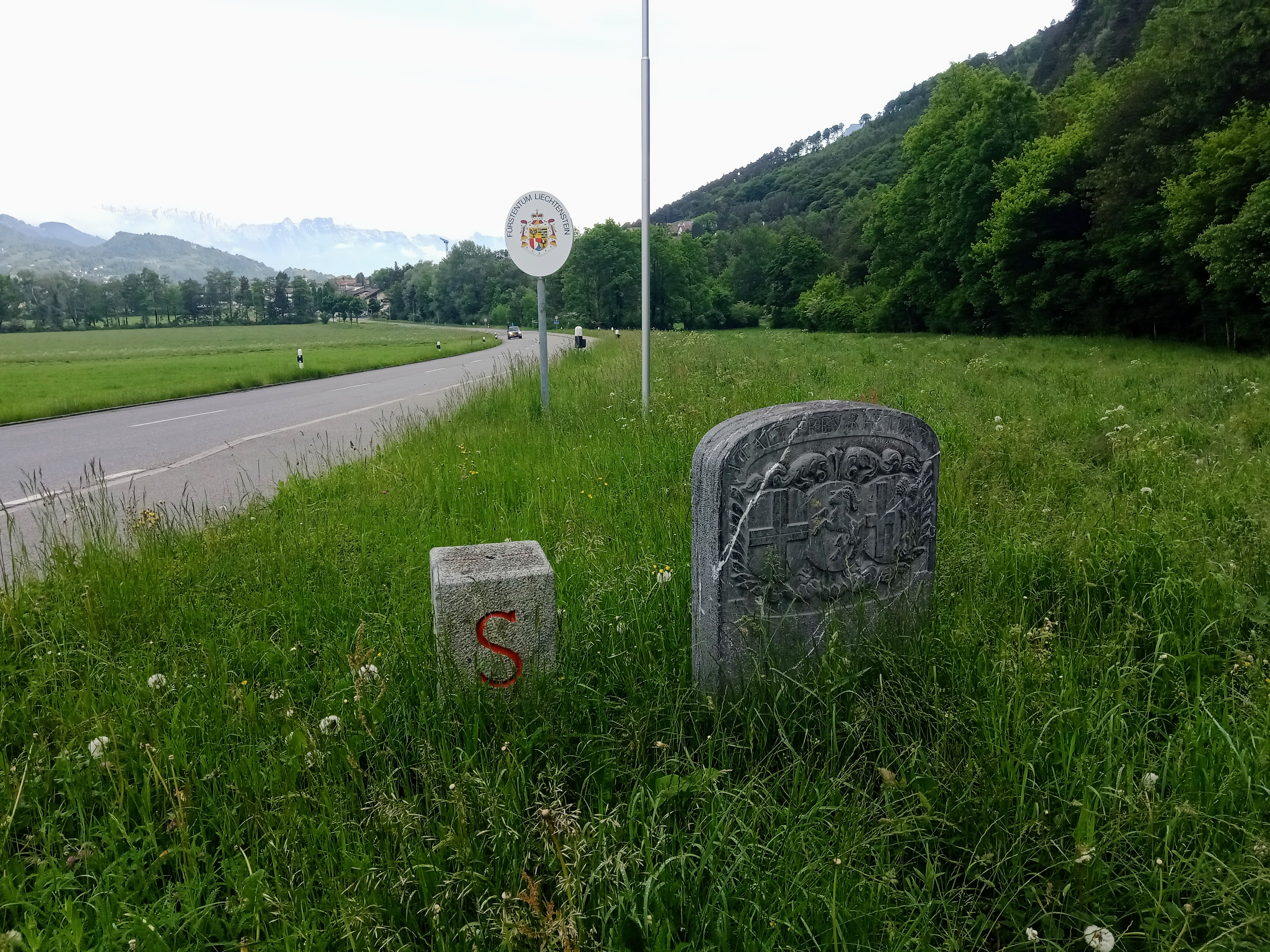
Hoheitsgrenzstein Schweiz-Liechtenstein

Nördlich der Festung sinkt der breite Talboden wieder auf die Höhe der Rheinebene hinunter. Dabei durchquert sie die historische Talsperre der Letzi Grafenberg und ganz im Norden das moderne Geländepanzerhindernis «Steigstrasse Nord» kurz vor der Landesgrenze zum Fürstentum Liechtenstein. An der Landesgrenze, die auf 485 m ü. M. liegt, steht neben der Strasse ein Hoheitsgrenzstein von 1735.